# Hannover Musketeers
| Ewige GFL-Bilanz | Ewige GFL-Bilanz | Ewige GFL-Bilanz | Ewige GFL-Bilanz | Ewige GFL-Bilanz | Ewige GFL-Bilanz | Ewige GFL-Bilanz | Ewige GFL-Bilanz | Ewige GFL-Bilanz | Ewige GFL-Bilanz | Ewige GFL-Bilanz | Ewige GFL-Bilanz |
| Jahr             | Gesamt           | Gesamt           | Gesamt           | Heim             | Heim             | Heim             | Ausw.            | Ausw.            | Ausw.            | TD-Verhältnis    |                  |
| Jahr             | S                | N                | U                | S                | N                | U                | S                | N                | U                | TD-Verhältnis    |                  |
| ---------------- | ---------------- | ---------------- | ---------------- | ---------------- | ---------------- | ---------------- | ---------------- | ---------------- | ---------------- | ---------------- | ---------------- |
| 2004             | 1                | 11               | 0                | 0                | 6                | 0                | 1                | 5                | 0                | 95 : 410         |                  |
| Gesamt           | 1                | 11               | 0                | 0                | 6                | 0                | 1                | 5                | 0                | 95 : 410         |                  |

Die Hannover Musketeers waren ein American-Football-Verein aus Hannover in Niedersachsen.

## Geschichte
Gegründet wurden die Hannover Musketeers im Jahre 1997. Bereits nach der ersten Saison in der Oberliga 1998 erfolgte der Aufstieg in die Regionalliga Nord-Ost, in der sie von 1999 bis 2001 spielten und jeweils den 1. Platz belegten. Nach der Saison 2001 gelang der Aufstieg in die 2. Bundesliga Nord, in der die Musketeers 2002 und auch in der Saison 2003 den 2. Platz belegten.
Durch den Lizenzentzug der Cologne Crocodiles für die GFL-Saison 2004, rückten die Musketeers in die höchste deutsche Spielklasse nach. Nach 11 Niederlagen und nur einem Sieg in der regulären Saison 2004 gingen beide Relegationsspiele gegen die Cologne Falcons verloren und es erfolgte der Abstieg in die 2. Bundesliga Nord, in der die Musketeers 2005 um den Klassenerhalt spielten.
Nach einer durchwachsenen Saison 2005 in der 2. Bundesliga Nord retteten sich die Hannover Musketeers erst am letzten Spieltag auf einen Nichtabstiegsplatz. Für die Saison 2006 wurde aus finanziellen Gründen keine Lizenz für die 2. Bundesliga erteilt. Damit starten die Musketeers in der Regionalliga Ost.
Vor dem dritten Spiel der Saison 2006 mussten sich die Musketeers aus wirtschaftlichen Gründen vom Spielbetrieb zurückziehen und Insolvenz anmelden. Mangels Masse wurde das Verfahren nicht eröffnet und der Verein aus dem Vereinsregister getilgt.
Das Jugendteam wurde aus dem Hauptverein ausgegliedert und zunächst als eigenständige Sparte im Breitensportverein Sportgemeinschaft von 1874 Hannover e. V. aufgestellt. Die neue offizielle Namensbezeichnung lautete Hannover Musketeers in SG 74. Zum 31. Dezember 2007 löste sich die Sparte aus eigenem Antrieb vom Hauptverein und orientierte sich neu. Aus dieser Mannschaft gingen die Hannover Grizzlies hervor.

## Weitere Teams
Die Junior-Tackle-Mannschaft der Musketeers spielte im Jahr 2006 in der 1. Jugend-Leistungsliga Nord.
2007 starteten die Hannover Musketeers Juniors mit einem komplett neuen Team in die Saison und brachten es in der 2. Jugendleistungsliga auf einen 5. Platz in der Gesamtwertung.
Die Footballer der Musketeers wurden bei ihren Spielen unterstützt von den Cheerleadern des 1. Hannoverschen Cheerleader Verein e. V. (HCV). Dies sind die Teams Hannover Royals, Hannover Knights, Hannover Diamonds und Hannover Jewels sowie die HCV-Dancers.
Siehe auch: Liste von deutschen Footballmannschaften